# Ladoffa variolara
Ladoffa variolara är en insektsart som beskrevs av Young 1977. Ladoffa variolara ingår i släktet Ladoffa och familjen dvärgstritar. Inga underarter finns listade i Catalogue of Life.